# ジエチレントリアミン
ジエチレントリアミン (Diethylenetriamine) (Dien またはDETA と略される) または 2,2-イミドジ (エチルアミン)　は化学式 HN(CH2CH2NH2)2 で表される有機化合物である。無色の液体で、水や極性溶媒に溶けるが、単純な炭化水素には溶けない。ジエチレントリアミンの構造は、ジエチレングリコールに似ている。化学的性質はエチレンジアミンに似ていて、同じような用途を持っている。弱い塩基で、水溶液はアルカリ性を示す。DETA は、エチレンジクロリドからエチレンジアミンを製造する際の副産物である。

## 反応と利用
ジエチレントリアミンは、エポキシ樹脂の接着剤やその他の熱硬化性樹脂の一般的な硬化剤である。ジエチレントリアミンがエポキシド基と反応するとN-アルキル化され、架橋が形成される。 

トリアミンで硬化されたエポキシ接着剤の構造。樹脂のエポキシド基はすべて硬化剤と反応した。得られた高度に架橋された材料には、接着特性を与える多くのOH基が含まれている。

配位化学では、Co(Dien)(NO2)3 などの三座配位子形成錯体として機能する。いくつかの関連するアミンのように、石油産業で酸性ガスの抽出のために使用される。エチレンジアミンと同様に、DETAもニトロメタンを増感し、PLXと同様の液体爆発性化合物を作成することもできる。この化合物は、約6200m/sの爆発速度で "cap sensitive" であり、特許＃3,713,915で説明されている。非対称ジメチルヒドラジンと混合して、液体燃料ロケットの推進剤であるハイダイン として使用された。DETAは、米国海軍研究局によって開発中の対抗地雷システムでの使用が評価されており、ビーチやサーフゾーンの地雷の爆発物を点火して消費するために使用される。